# Цикл саг про Вельсунгів
Цикл саг про Вельсунгів — це серія легенд в скандинавській міфології, вперше записаних у середньовічній Ісландії. Оригінальні ісландські легенди було рясно доповнено рідним скандинавським фольклором, включно з переказами про Гельгі, Вбивцю Гундінга, який, своєю чергою, початково належав до іншої традиції — до переказів про Ільвінгів. Міфологічний матеріал цього циклу охоплює Сагу про Вельсунгів, легенди про Викуп за Отра тощо.
Цикл саг про Вельсунгів частково засновано на тій самій тематиці, що й середньоверхньонімецька епічна поема Пісня про Нібелунгів.